# Mário Artêmio
Mário Artêmio (português brasileiro) ou Artémio (português europeu) (em latim: Marius Artemius) foi um oficial romano do século IV, ativo durante o reinado conjunto dos imperadores Valentiniano I (r. 364–375) e Valente I (r. 364–378). Um homem claríssimo (vir clarissimus), foi nomeado em 364 para o ofício de corretor na Lucânia e Brútio e por 369 tornar-se-ia vigário da Hispânia, função que exerceu até 370.